# クーズベイ (オレゴン州)
クーズベイ（英: Coos Bay）は、アメリカ合衆国オレゴン州クーズ郡に位置する都市である。クーズ川が太平洋に近いクーズ湾（クーズベイ）入る所にあり、北隣のノースベンド市と共にクーズベイ・ノースベンド小都市圏あるいはベイエリア小都市圏と呼ばれることが多い。2010年国勢調査での人口は15,967人であり、オレゴン州の太平洋岸では最大の都市である。

## 歴史
ヨーロッパ人開拓者がオレゴン海岸を訪れる以前の数千年間、インディアンがクーズ湾地域を本拠としていた。クーズ族、低地アンプクア族、スースロー族、およびコキール族が、クーズ湾やその入江、川沿い、牧草地や森林地で生活し、漁労、狩猟を行い食料採集を行っていた。約400年前、イギリス人とスペイン人の探検家が州南部海岸に初めて現れた。1579年、フランシス・ドレーク卿が船の待避所を求めてアラゴ岬近くのゴールデンハインドに入ったとされている。交易業者かつ探検家のジェデディア・スミスが毛皮を求めて地域内をうろつき、ハドソン湾会社はアレクサンダー・マクロードを派遣して内陸の道を探させた。

### 19世紀
1853年にマサチューセッツ州マーシュフィールド出身のJ・C・トールマンが開拓地を設立してそこに故郷の町の名前を付けたときからクーズベイの町が始まった。この地域では最初のメソジスト教会が1857年に建設された。1866年までにその収入を海に頼っていた人々がアラゴ岬灯台を建てた。1871年に郵便局が造られ、その一年後にはクーズベイ荷車道路が開通して、クーズ郡と海岸山脈を隔てて隣接するダグラス郡のアンプクア川バレーとが繋がれた。この荷車道路は長い間その原初の姿のままになっていたが、現在のオレゴン州道42号線がおおまかにその通行権の跡を辿っているので、一部は当時からの姿を見ることができる。
1869年、フリーメイソンのオレゴン州では48番目にあたる支部がクーズベイにできた。ブランコ支部と名付けられたこの支部は、町の設立者数人によって作られた。これを発展の契機にして、マンスフィールド（当時）の町は1874年に市制を布いた。国内でも最古級で現在も運営されている機械工場、ネルソン・マシン・ワークスのクーズベイ鉄工所が1888年に開設された。

### 20世紀

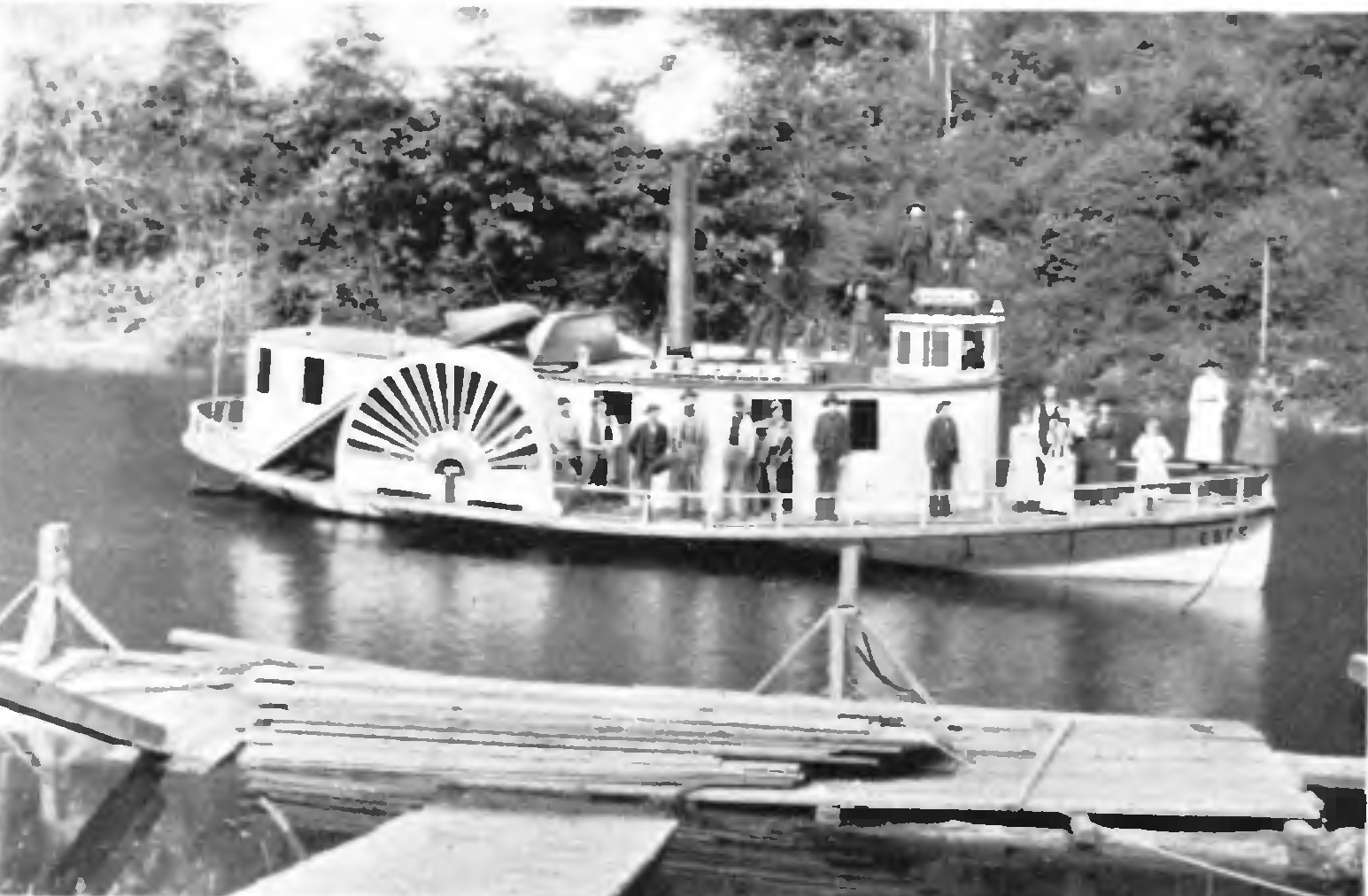
クーズ川の蒸気船、1895年以前に撮影、恐らくクーズ湾かその近く

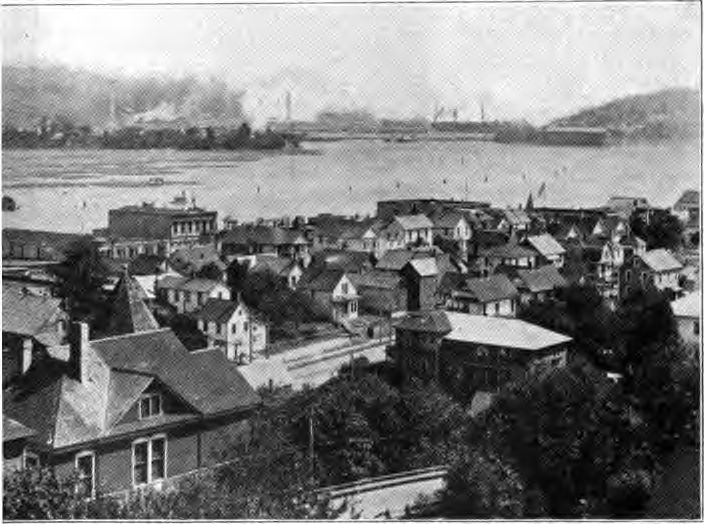
ワイアレスヒルから眺めたマーシュフィールド、1920年頃

1915年以前、クーズ地域は山越えや川を渡る障害のためにオレゴン州の他地域とはほとんど孤立しており、サンフランシスコを含め他地域とは太平洋が使われた。内陸の荒々しい地形を旅するのと比較して、太平洋なら2日もあれば各地に行くことができた。1916年、鉄道が開通して内陸の開拓地や町とが結ばれ、交易や観光の機会が増した。1920年代には都市化が著しく進み、1930年代から1950年代には大きく成長した。オレゴン・ベイエリア商工会議所は1930年代から1950年代を次のように表現している。
造船所はアメリカ合衆国政府から第二次世界大戦の日本に対する防衛目的で、掃海艇や救命タグボートを建造する契約を受けた。大規模の全国的製材会社が操業を開始し、その後の20年間は著しく拡張した。桟橋が改良され、商業漁業やカニ漁によってチャールストンの町が発展した。クーズベイ橋（現在のマッカロー記念橋）が1936年に完成し、ローズベルト・ハイウェイ（アメリカ国道101号線）が近代交通の仕組みを改善し、クーズ地域を外界に開かせる動脈になった。クーズベイと呼ばれた元の遠隔地に発展の時が来た。

1902年オレゴン州では唯一記録に残されている私刑がアロンソ・タッカーという黒人に対して行われたのが、クーズベイでのことだった。タッカーは女性を強姦したことで告訴されていた。彼が刑務所から逃げたという記録は無い。唯一の証言では、200ないし300人の暴徒に捕まえられ、2回銃で撃たれ、現在のゴールデンフィールドに掛かる7番通り橋から吊された。暴徒に対する告訴は無かった。当時の新聞は、暴徒が「静粛で秩序だっていた」と伝えている。タッカーの死因は窒息だった。
1944年までに住民の間には町の名前に対する不満が拡がっていた。住民は遠く離れたマサチューセッツ州の町の名前を維持するよりも、クーズベイに変える道を選んだ。1943年にマンスフィールドとノースベンド、および両町の間の未編入領域の住民で行われた統合を問うた投票から、町名の変更に発展した。マンスフィールド住民は統合に賛成したがノースベンド住民は否決した。1944年、マンスフィールド市民が一般選挙を行い、新しい市民憲章を採択し、市名をクーズベイに改めた。

### 21世紀
2002年11月25日、自動車ショップの火事で屋根が崩落し、3人の消防士が死んだ。これは近代オレゴンの消防の歴史の中で最悪の事故になった。突発的火災のために市の機能が数時間麻痺し、隣接町からの応援消防士が火事を抑える支援をしていた。爆発が起きて建物の屋根が崩落し、当時2階にいたクーズベイの消防士3人が死んだ。

### ニューカリッサ

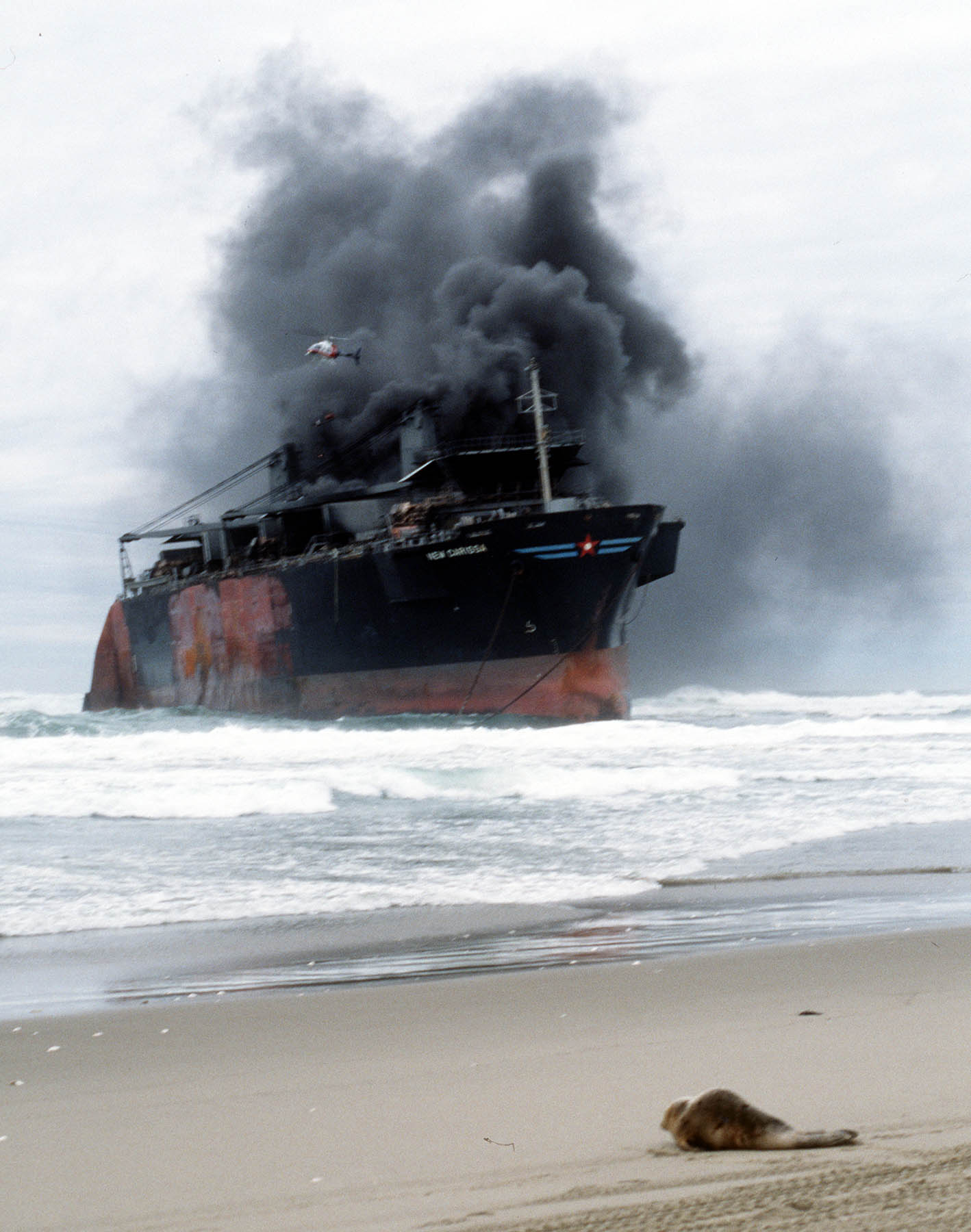
アメリカ沿岸警備隊が意図的にニューカリッサの燃料に着火し、40万ガロン近い原油が岸に漂い着くことを防止した

1999年2月4日、日本国籍船ニューカリッサがクーズ湾入口から北2.7マイル (4.3 km) の海浜で座礁し、この町に国際的な関心を寄せることになった。ニューカリッサはこのとき空船であり、クーズベイ港によって木質チップを積む予定だった。その船長は港に入るには天候が悪すぎると伝えられ、港の近くに碇を降ろした。乗組員は碇を1つ降ろしただけであり、その鎖が短くて有効ではなかったと考えられる。アメリカ沿岸警備隊の調査では船舶運航会社の状況対応について幾つかお粗末な面があったことが分かり、ヒューマンエラーで座礁に繋がったという結論になった。70,000ガロン (265 m3) の燃料油が漏れ出し、さらに海難救助船によって165,000ガロンから255,000ガロン (625 - 965 m3) の燃料油に火を付け燃やされた。この船の船尾部分が現在も海浜に残されたままである。船首部分は海洋に曳航され、火災によって損傷を受けた船殻を2つに分けた後で沈められた。2008年6月時点でニューカリッサの残骸は細かく切断され、海浜から取り除かれた。この除去に関して大衆が全て支持したわけではなかった。クーズベイやノースベンドの市民の中にはそれを観光目的に残した方が良いと考える者もいた。

## 地理
クーズベイは北緯43度22分35秒 西経124度14分14秒 / 北緯43.37639度 西経124.23722度に位置する。アメリカ合衆国国勢調査局に拠れば、市域全面積は15.9平方マイル (41.3 km2)であり、このうち陸地は10.6平方マイル (27.4 km2)、水域は5.3平方マイル (13.8 km2)で水域率は33.52％である。標高は23フィート (7 m) である。

### 地区
クーズベイの「イーストサイド」地区は、湾の東側にあったので当初はイーストマーシュフィールドと呼ばれていた。イーストマーシュフィールド郵便局が1891年に設立され、間欠的ではあるが1908年まで運営され、その後に名前がイーストサイドに変更された。イーストサイドの町は1983年にクーズベイに併合された。
「エンパイア」地区はオレゴン州ジャクソンビル出身のクーズベイ会社社員によって1853年にエンパイアシティとして設立され、当時はこの地域の中心になるものと考えられていた。この会社はカリフォルニア州北部とオレゴン州南西部で金が発見された後に結成された。エンパイアシティは暫くの間クーズ郡の郡庁所在地だった。最初の郵便局はエルクホーンと呼ばれ、1853年から1854年まで運営された。現在のクーズ郡では最初の郵便局だったが、当時のこの地域は現在では無くなったアムプクワ郡の一部だった。1858年にエンパイアシティ郵便局が開局し、1894年にエンパイア郵便局と改名された。1965年、エンパイア市は住民投票によりクーズベイ市との統合を可決した。
「バンカーヒル」地区はクーズベイ市の南部にある。クーズベイ橋からバンカーヒル学校までの範囲である。
「イングルウッド」地区はクーズベイ市の南西部にあり、コールバンク湿地の西に当たる。

## 気候
クーズベイ市と周辺地域の気候は温和な西海岸気候と考えられる。冬の気温は37‐55°F (3‐13℃)、夏の気温は 52‐70°F (11‐21℃) である。太平洋から吹く冷涼な微風が一年中市の気候を和らげている。冬は太平洋からの湿気を含んだ低気圧の谷が通過して雨が多い。年間平均降水量は64.2インチ (1625 mm) だが、7月と8月の降水量は1インチ (25.4 mm) 未満である。夏は冷涼な太平洋と暖かい内陸の温度勾配のために霧が海岸部を覆うことが多い。降雪のある日は年間5日未満だが、隣接するオレゴン海岸山脈では降雪量が多い。近くのブランコ岬は地球上でも最大級に風が強い地点であり、冬の暴風が吹くときは風速125マイル/時 (55 m/s) 以上にも達する。
| クーズベイの気候                  | クーズベイの気候 | クーズベイの気候 | クーズベイの気候 | クーズベイの気候 | クーズベイの気候 | クーズベイの気候 | クーズベイの気候 | クーズベイの気候 | クーズベイの気候 | クーズベイの気候 | クーズベイの気候 | クーズベイの気候 | クーズベイの気候 |
| 月                                | 1月              | 2月              | 3月              | 4月              | 5月              | 6月              | 7月              | 8月              | 9月              | 10月             | 11月             | 12月             | 年               |
| --------------------------------- | ---------------- | ---------------- | ---------------- | ---------------- | ---------------- | ---------------- | ---------------- | ---------------- | ---------------- | ---------------- | ---------------- | ---------------- | ---------------- |
| 平均最高気温 °C （°F）            | 12 (53)          | 13 (55)          | 13 (56)          | 14 (58)          | 16 (61)          | 18 (64)          | 19 (67)          | 20 (68)          | 19 (67)          | 17 (63)          | 14 (57)          | 12 (53)          | 16 (60)          |
| 平均最低気温 °C （°F）            | 4 (40)           | 5 (41)           | 6 (42)           | 7 (44)           | 8 (47)           | 11 (51)          | 12 (53)          | 12 (53)          | 10 (50)          | 8 (46)           | 6 (43)           | 4 (40)           | 8 (46)           |
| 降水量 mm （inch）                | 246.1 (9.69)     | 181.9 (7.16)     | 179.1 (7.05)     | 132.6 (5.22)     | 86.9 (3.42)      | 44.7 (1.76)      | 16.3 (.64)       | 19 (.75)         | 44.7 (1.76)      | 125.2 (4.93)     | 240.5 (9.47)     | 278.4 (10.96)    | 1,595.4 (62.81)  |
| 出典：MSN.com Weather August 2010 |                  |                  |                  |                  |                  |                  |                  |                  |                  |                  |                  |                  |                  |

## 人口動態
以下は2000年の国勢調査による人口統計データである。
| 基礎データ - 人口: 15,374人 - 世帯数: 6,497世帯 - 家族数: 4,028家族 - 人口密度: 560.5人/km2（1,451.9人/mi2） - 住居数: 7,094軒 - 住居密度: 258.6軒/km2（669.9軒/mi2） 人種別人口構成 - 白人: 90.75% - アフリカン・アメリカン: 0.37% - ネイティブ・アメリカン: 2.27% - アジア人: 1.44% - 太平洋諸島系: 0.31% - その他の人種: 1.35% - 混血: 3.51% - ヒスパニック・ラテン系: 4.49% 年齢別人口構成 - 18歳未満: 22.6% - 18-24歳: 9.2% - 25-44歳: 25.2% - 45-64歳: 23.8% - 65歳以上: 19.2% - 年齢の中央値: 40歳 - 性比（女性100人あたり男性の人口） - 総人口: 94.4 - 18歳以上: 90.8 | 世帯と家族（対世帯数） - 18歳未満の子供がいる: 27.1% - 結婚・同居している夫婦: 46.3% - 未婚・離婚・死別女性が世帯主: 11.6% - 非家族世帯: 38.0% - 単身世帯: 30.7% - 65歳以上の老人1人暮らし: 12.9% - 平均構成人数 - 世帯: 2.29人 - 家族: 2.83人 収入と家計 - 収入の中央値 - 世帯: 31,212米ドル - 家族: 38,721米ドル - 性別 - 男性: 32,324米ドル - 女性: 22,192 米ドル - 人口1人あたり収入: 18,158米ドル - 貧困線以下 - 対人口: 16.5% - 対家族数: 12.7% - 18歳未満: 21.0% - 65歳以上: 9.9% |

## 芸術と文化

### 博物館など見どころ
クーズベイ鉄工所は1882年に開設された製材装置製造者であり、産業革命の時代にまで遡るような古風な道具を使ってフロント通りで今も操業を続けている。
エジプト復古調のイージプシャン劇場は人気のある建築活動の一部であり、当初の劇場用オルガンを残しているオレゴン州では唯一の映画館である。1925年に建設され、2005年に閉鎖されたが、その後非営利団体によって直ぐに再開された。

## 公園とレクリエーション
ミンガス公園はクーズベイ市中心街の北西にあり、アヒルやガチョウのいる池と日本庭園を周回する全長1マイル (1,600 m) の遊歩道がある。夏季には屋外水泳プールが利用できる。公園の北側森の中には18ホールのディスクゴルフコースがあり、南側にはスケートパークがある。さらに南西部には子供用遊具、東部にはソフトボール場がある。
クーズベイ地域には毎年150万人の観光客が訪れるオレゴン砂丘国立レクリエーション地区など、様々アウトドア活動の機会がある。全地形対応車で広さ6,000エーカー (24 km²) の砂丘を探検できる。この砂丘があることで地域全体の観光人気をもり立てている。

## 市政府
クーズベイ市は市政委員会・シティマネジャー方式を採用している。市政委員会は1人の市長と6人の委員で構成され、選挙は全市を選挙区として行われ、任期は4年間である。市政委員会は政策を設定し、シティマネジャーを雇用して日々の管理機能を監督させる。市は独自の図書館、消防署、公共事業および警察署を運営している。消防署には2か所の駐屯所があり、24時間勤務体制を採っている。消防設備を収容するための3つ目の駐屯所もある。

## 教育

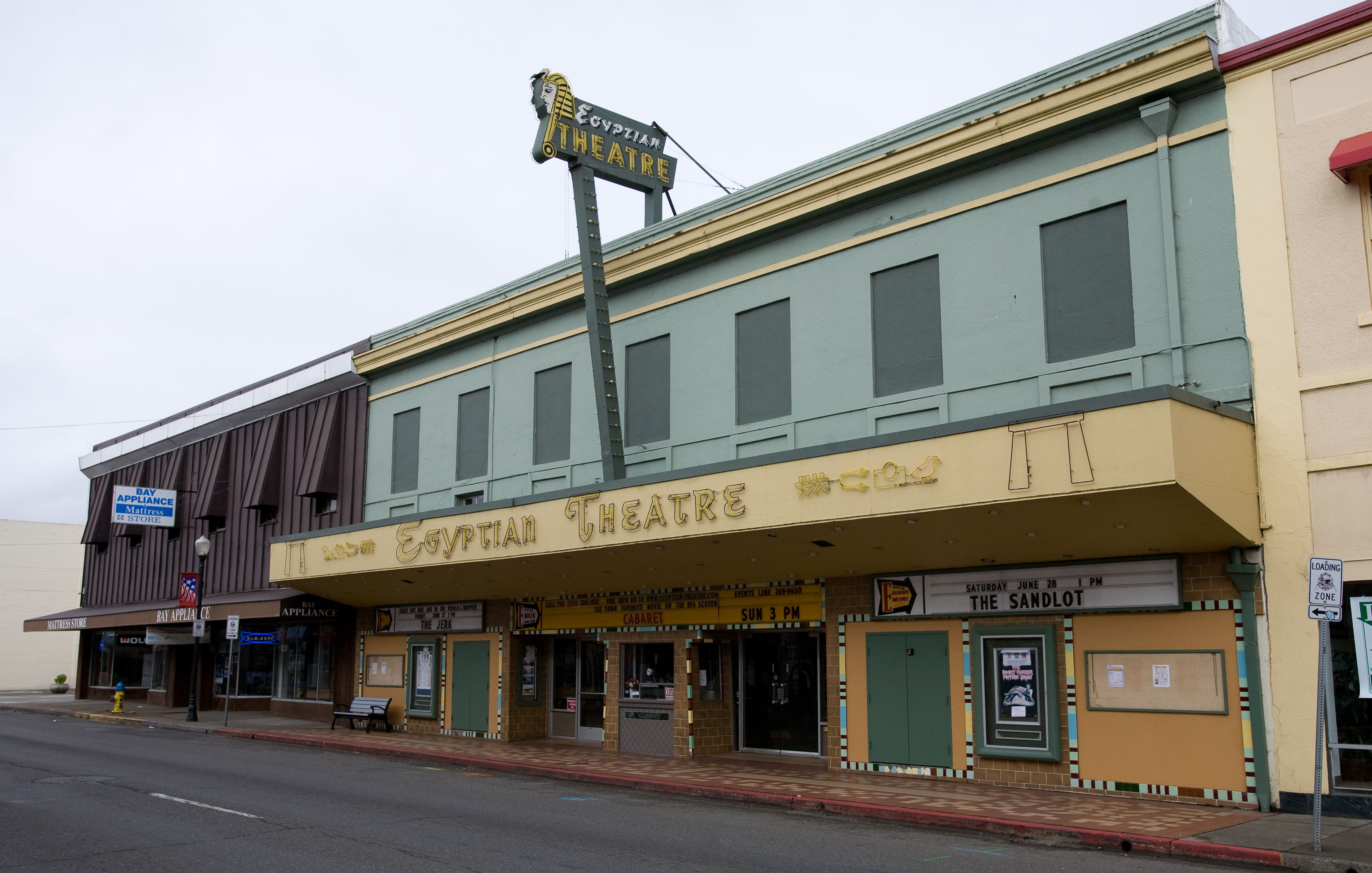
クーズベイ市内にあるイージプシャン劇場

市内の幼稚園生から12年生までの公共教育はクーズベイ教育学区が管轄している。
高等教育機関としてサウスウェスタン・オレゴン・コミュニティ・カレッジがあり、2年制の準学士号を取得する課程などを提供している。
私立学校としては宗教系学校など多くのものがある。

## 交通

### 航空
サウスウェスト・オレゴン国際空港はノースベンドにある公共空港であり、オレゴン海岸では唯一の商業便を運行する空港である。

### 公共交通
ポーター・ステージ・ラインズがクーズベイ発のバス便を運行しており、その行き先の一つユージーンではアムトラックの列車やグレイハウンドの長距離バスに接続できる。オレゴン州東部のオンタリオとを往復するバス便もある。
クーズベイ市内とクーズ郡内ではタクシー会社3社のタクシーが利用できる。

## メディア
クーズベイで聴取できるラジオ局は、FM放送が16局、AM放送が6局ある。視聴できるテレビ局は7局有り、全国ネットのものが全て含まれている。
地域の新聞は「ザ・ワールド」である。

## 著名な住人
- メル・カウンツ、バスケットボールのプロ選手、1964年東京オリンピックで金メダリスト
- スティーブ・プレフォンテーン、オリンピックの長距離選手、クーズベイで生まれマーシュフィールド高校で学んだ
- ルーマニア王女イリナ、 ミハイ1世 (ルーマニア王)の娘
- ジェフ・ウィッティ、トニー賞を受賞した戯曲家
- ジョージ・ウィッティ、グラミー賞を3度受賞した音楽家、ジェフの兄弟
- バディ・ヘイズ、ミュージシャン、ローレンスウェルク出身
- アーミン・D・レーマン、ヒトラーの山荘でナチス・ドイツ最後の日の生き残り

## 姉妹都市
クーズベイ市は姉妹都市を1件結んでいる。
- 日本、千葉県、銚子市